# Таллуар
Таллуа́р (фр. Talloires) — колишній муніципалітет у Франції, у регіоні Овернь-Рона-Альпи, департамент Верхня Савоя. Населення — 1708 осіб (2011).
Муніципалітет був розташований на відстані близько 450 км на південний схід від Парижа, 110 км на схід від Ліона, 11 км на південний схід від Ансі.

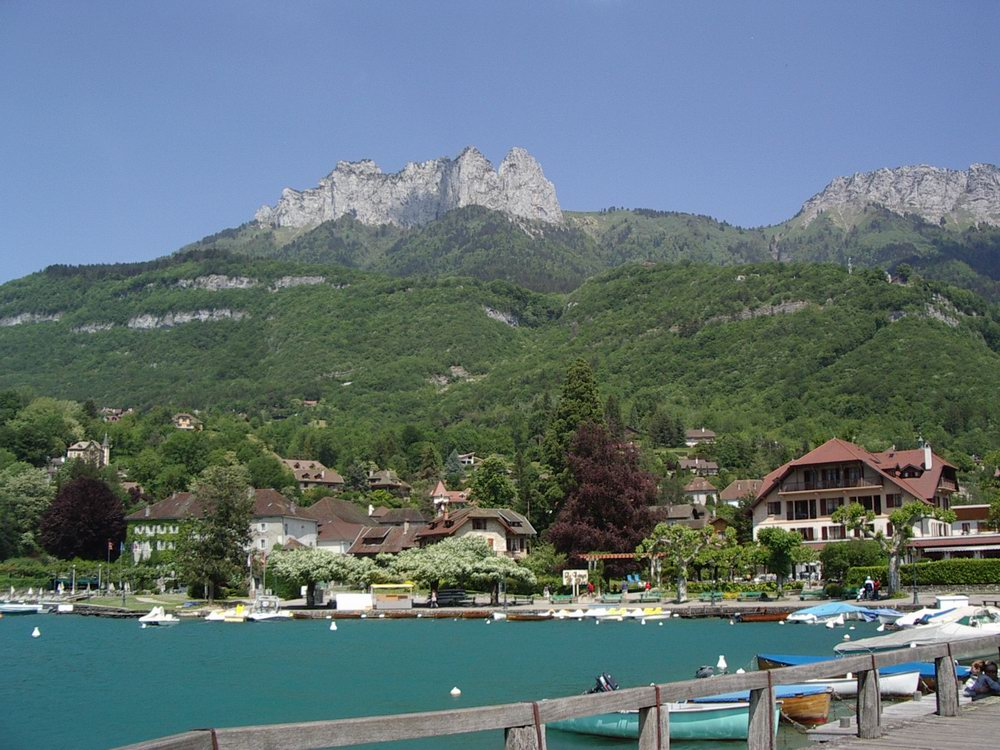

## Історія
До 2015 року муніципалітет перебував у складі регіону Рона-Альпи. Від 1 січня 2016 року належав до нового об'єднаного регіону Овернь-Рона-Альпи.
1 січня 2016 року Таллуар і Монмен було об'єднано в новий муніципалітет Таллуар-Монмен.

## Демографія
Динаміка населення (INSEE ):
Розподіл населення за віком та статтю (2006):
| Стать | Всього | До 15 років | 15-24 | 25-44 | 45-64 | 65-85 | Понад 85 |
| --- | ------ | ----------- | ----- | ----- | ----- | ----- | -------- |
| Чоловіки | 748    | 146         | 76    | 175   | 251   | 92    | 8        |
| Жінки | 786    | 150         | 67    | 213   | 217   | 126   | 13       |
| \| Статево-вікова піраміда \| Статево-вікова піраміда \| Статево-вікова піраміда \| \| ----------------------- \| ----------------------- \| ----------------------- \| \| Чоловіки \| Вік \| Жінки \| \| 8 \| 85 + \| 13 \| \| 25 \| 80-84 \| 17 \| \| 25 \| 75-79 \| 46 \| \| 29 \| 70-74 \| 38 \| \| 13 \| 65-69 \| 25 \| \| 33 \| 60-64 \| 21 \| \| 84 \| 55-59 \| 54 \| \| 67 \| 50-54 \| 75 \| \| 67 \| 45-49 \| 67 \| \| 46 \| 40-44 \| 67 \| \| 54 \| 35-39 \| 46 \| \| 42 \| 30-34 \| 67 \| \| 33 \| 25-29 \| 33 \| \| 13 \| 20-24 \| 38 \| \| 63 \| 15-20 \| 29 \| \| 50 \| 10-14 \| 42 \| \| 54 \| 5-9 \| 75 \| \| 42 \| 0-4 \| 33 \| |        |             |       |       |       |       |          |
| Статево-вікова піраміда |        |             |       |       |       |       |          |
| Чоловіки | Вік    | Жінки       |       |       |       |       |          |
| 8 | 85 +   | 13          |       |       |       |       |          |
| 25 | 80-84  | 17          |       |       |       |       |          |
| 25 | 75-79  | 46          |       |       |       |       |          |
| 29 | 70-74  | 38          |       |       |       |       |          |
| 13 | 65-69  | 25          |       |       |       |       |          |
| 33 | 60-64  | 21          |       |       |       |       |          |
| 84 | 55-59  | 54          |       |       |       |       |          |
| 67 | 50-54  | 75          |       |       |       |       |          |
| 67 | 45-49  | 67          |       |       |       |       |          |
| 46 | 40-44  | 67          |       |       |       |       |          |
| 54 | 35-39  | 46          |       |       |       |       |          |
| 42 | 30-34  | 67          |       |       |       |       |          |
| 33 | 25-29  | 33          |       |       |       |       |          |
| 13 | 20-24  | 38          |       |       |       |       |          |
| 63 | 15-20  | 29          |       |       |       |       |          |
| 50 | 10-14  | 42          |       |       |       |       |          |
| 54 | 5-9    | 75          |       |       |       |       |          |
| 42 | 0-4    | 33          |       |       |       |       |          |

## Економіка
2010 року серед 1123 осіб працездатного віку (15—64 років) 822 були активними, 301 — неактивною (показник активності 73,2%, у 1999 році було 75,0%). З 822 активних мешканців працювало 748 осіб (402 чоловіки та 346 жінок), безробітними було 74 (37 чоловіків та 37 жінок). Серед 301 неактивної 119 осіб було учнями чи студентами, 101 — пенсіонерами, 81 була неактивною з інших причин.

У 2010 році в муніципалітеті числилось 761 оподатковане домогосподарство, у яких проживали 1813,5 особи, медіана доходів виносила 25 568 євро на одного особоспоживача